# Томпсон, Джей Ли
Джей Ли Томпсон (англ. J. Lee Thompson; 1 августа 1914 — 30 августа 2002) — английский театральный актёр и кинорежиссёр, работавший на родине и в Голливуде. Номинант на премию «Оскар» за постановку эпической военной драмы «Пушки острова Наварон» (1961).
Родился в 1914 году в театральной семье. Обучался в колледже Дувра. По его окончании работал в местном театре, где выступал на сцене и писал пьесы. Одна из пьес, «Двойная ошибка», была поставлена на Вест-Энде и принесла Томпсону первую известность. С 1937 года он был штатным сценаристом в Британской кинематографической корпорации.
Во время Второй мировой войны служил радистом в рядах Королевских ВВС.

## Фильмография
- 1950 — Убийство без преступления / Murder Without Crime
- 1953 — Жёлтый шарик / The Yellow Balloon
- 1954 — И в горе, и в радости / For Better, for Worse
- 1956 — Белокурая грешница / Yield to the Night
- 1957 — Женщина в халате / Woman in a Dressing Gown
- 1958 — Трудный путь в Александрию / Ice-Cold in Alex
- 1959 — Северо-западная граница / North West Frontier
- 1959 — Тигровая бухта / Tiger Bay
- 1961 — Пушки острова Наварон / The Guns of Navarone
- 1962 — Тарас Бульба / Taras Bulba
- 1962 — Мыс страха / Cape Fear
- 1963 — Короли Солнца / Kings of the Sun
- 1964 — Что за путь! / What a Way to Go!
- 1966 — Глаз Дьявола / Eye of the Devil
- 1969 — Перед тем, как наступит зима / Before Winter Comes
- 1969 — Золото Маккенны / Mackenna’s Gold
- 1969 — Председатель / Chairman, The
- 1970 — Братская любовь / Country Dance
- 1972 — Завоевание планеты обезьян / Conquest of the Planet of the Apes
- 1973 — Битва за планету обезьян / Battle for the Planet of the Apes
- 1974 — Гекльберри Финн / Huckleberry Finn
- 1976 — Сент Айвз /St. Ives
- 1977 — Белый бизон / White Buffalo, The
- 1978 — Греческий магнат / The Greek Tycoon
- 1979 — Переход / The Passage
- 1980 — Кабобланко / Caboblanco
- 1981 — С Днём Рождения меня / Happy Birthday to Me
- 1983 — За 10 минут до полуночи / 10 to Midnight
- 1984 — Зло, творимое людьми / Evil That Men Do, The
- 1985 — Копи царя Соломона / King Solomon’s Mines
- 1986 — Идущие в огне / Firewalker
- 1986 — Закон Мерфи / Murphy’s Law
- 1987 — Жажда смерти 4 / Death Wish 4: The Crackdown
- 1988 — Посланник смерти / Messenger of Death
- 1989 — Кинджайт: Запретные темы / Kinjite: Forbidden Subjects